# Gasteracantha thomasinsulae
Gasteracantha thomasinsulae là một loài nhện trong họ Araneidae.
Loài này thuộc chi Gasteracantha. Gasteracantha thomasinsulae được miêu tả năm 1951 bởi Archer.